# SQUEEZ
SQUEEZ（スクイーズ）は、株式会社テックアーツのアダルトゲームブランド。北海道えろげー組合加盟。

## 概要
2003年にブランド設立。第1作『凌辱制服女学園』のみソフ倫審査、以後はメディ倫審査となっている。2005年発売の『炎の孕ませ転校生』で同人作品でないアダルトゲームでは初めてとなる膣内の断面描写を導入した（なお、ソフ倫の規定では断面描写ないしこれに類する描写は禁止されている）。
2015年10月7日、Twitterにて公式アカウントが開設された。

## 作品一覧
- 凌辱制服女学園〜恥蜜に濡れた制服〜
- 乳感ナースっ!
- 乳辱人妻女学園〜淫獄の夜間人妻調教学科（二部）〜
- 双子姫乳×3
- 炎の孕ませ転校生
- 炎の孕ませ人生 〜あの頃に戻って孕ませナイト〜
- 瑞本つかさ先生の【エッチ】を覚える大人の性教育レッスン!!
- 炎の孕ませ同級生
- おしえて!唯子先生 【エッチ】を覚える大人の性教育レッスン!!
- どっぷり中出し学園戦争
- もしもこんなショッピングモールがあったら!?いきます☆
- 炎の孕ませおっぱい身体測定
- 炎の孕ませ俺の嫁おっぱい乳双+
- 炎の孕ませおっぱい乳同級生
- 炎の孕ませ"わんぱく"おっぱいお嬢さま学園
- 炎の孕ませ乳ドルマイ★スター学園Z
- 炎の孕ませもっと! 発育っ! 身体測定2
- 炎の孕ませおっぱい★エロアプリ学園

## 主なスタッフ
- あらいぐま（原画）
- ゆいび（原画）
- 伊藤海（シナリオ）